# Droit congolais (RDC)
Ne doit pas être confondu avec Droit congolais (RC).
Le droit congolais (RDC), est le droit appliqué en république démocratique du Congo, ancien Zaïre, depuis l'indépendance de la Belgique, le 30 juin 1960.

## Histoire du droit congolais

### Période pré-coloniale
Les premiers habitants de RDC étaient les Pygmées, appelés localement « batwa » ou « twa », qui vivaient dans les limites extérieures de la forêt équatoriale. Par la suite, un deuxième groupe, les demi-Bantous, entrèrent en RDC depuis le nord-ouest et établirent de petits royaumes. Ces derniers tentèrent de soumettre les Pygmées qui, pour se protéger, s'installèrent plus profondément dans la forêt équatoriale. Enfin, un troisième groupe, les Bantous, arrivé depuis le nord, s'installèrent partout sur le territoire que couvre l’actuel RDC.
Les descendants de ces tribus bantoues constituent aujourd'hui la majorité du peuple congolais. Il y aurait cependant environ 450 groupes ethniques en RDC.

### Période coloniale
La conférence de Berlin de 1884-1885 consacra l'« État libre » du Congo. Une charte coloniale, la charte de l’État indépendant du Congo, fut adoptée comme Constitution. Cependant, en dépit de sa création comme « État libre », le Congo était la propriété du roi belge, Léopold II. 
En 1908, l'annexion du Congo par la Belgique fut effectuée à la demande de Léopold II. Le pays devint alors le Congo belge. Une autre charte coloniale remplaça l'ancienne.

### Après l'indépendance
Le 30 juin 1960, le Congo obtint son indépendance de la Belgique. Peu après l'indépendance, des conflits et une guerre civile eut lieu. Le premier ministre d'alors, Patrice Lumumba, fut assassiné le 17 janvier 1961. Mobutu Sese Seko fit un coup d’État le 24 novembre 1965 et renversa Joseph Kasa-Vubu, et établit une dictature entrainant la montée de la corruption et la détérioration des services publics. Le 17 mai 1997, une rébellion soutenue par le Burundi, le Rwanda et l’Ouganda, fit partir Mobutu.
Le président Laurent-Désiré Kabila, alors qu'il combattait la guerre civile ayant éclaté en 1998, fut assassiné par son garde du corps, Rashidi Mizele, le 16 janvier 2001. Son fils, Joseph Kabila, fut nommé chef de l’État. En décembre 2002, tous les parties signèrent l'accord global et inclusif, un accord de paix, à Pretoria.
Un gouvernement transitoire fut mis en place en juillet 2003. Un référendum fut organisé en décembre 2005 pour une nouvelle Constitution et la tenue d'élections. La nouvelle Constitution fut promulguée le 18 février 2006.
En dépit de la réunification et la tenue d'élections démocratique, le groupe rebelle pro-Rwanda du Congrès national pour la défense du peuple, mené par le général Laurent Nkunda, contrôle toujours la province du Nord Kivu.
En 2009, le gouvernement congolais invita les armées ougandaises et sud-soudanaises, et plus tard l’armée rwandaise, à chasser les rebelles ougandais et rwandais du sol congolais.

## Sources du droit
La RDC est un pays de tradition civiliste et par conséquent les principales dispositions de droit privée remontent au Code Napoléon de 1804. Cependant, le droit congolais est principalement fondé sur le droit belge dont il partage les caractéristiques générales.
Le droit congolais a au moins sept sources : la Constitution, les traités et accords internationaux, la législation, les règlements, le droit coutumier, la jurisprudence et la doctrine.

### Constitution
La Constitution est la loi suprême de l’État,.

### Traités et accords internationaux
L'article 215 de la Constitution dispose que le droit international est une base du droit congolais. Il prime sur les lois dès leur ratification et publication. L'article 215 confirme le caractère moniste du droit congolais.
Les articles 214 et 216 limitent l'article 215 en soumettant le droit international à la Constitution et en requérant l’obligation d'adopter d'une législation pour certains types d'accord internationaux.

### Législation
La Constitution distingue les lois organiques et les lois ordinaires. Contrairement aux lois ordinaires, les lois organiques organisent d'importants domaines de la vie publique de l’État.

### Règlement
La Constitution octroie au Président et au Premier ministre le pouvoir d'adopter des ordonnances. Les ministres et les autres officiers administratifs peuvent aussi émettre des règlements ministériels.

### Droit coutumier et tribal
La coutume est reconnue à l’article 207 de la Constitution.
Le droit coutumier et tribal est une autre base du système légal de la RDC car 60 % de la population vit dans les zones rurales. Le droit coutumier régule tant le statut personnel (mariage, divorce) que le droit de propriété (notamment en matière de succession) dans les différentes communautés du pays.
Bien que le droit coutumier soit subordonné par la Constitution aux lois adoptées par le Parlement, le droit coutumier permet de résoudre 75 % des disputes au Congo,. 
L'expression droit coutumier ne fait pas référence à de simples pratiques et usages ayant acquis ce caractère dans le temps, mais à un système normatif mis en œuvre par des organes légiférant légitimes (tel que les patriarches, les conseils de familles, les conseils de clan, et les chefs tribaux). 
Enfin, le droit coutumier n'est pas d'application générale mais s'applique uniquement à la communauté traditionnelle dont il est originaire.

### Jurisprudence
La jurisprudence n’est pas contraignante, mais elle a une autorité persuasive.

### Doctrine
À l'instar de la jurisprudence, la doctrine n'est pas contraignante mais peut avoir une autorité persuasive.

## Sources

## Compléments